# Ananías Maidana Palacios
Pour les articles homonymes, voir Maidana.
Ananías Maidana Palacios (né le 26 juillet 1923 à Encarnación au Paraguay et mort le 30 octobre 2010  à Asuncion, est un professeur et homme politique paraguayen.

## Biographie
Ananías Maidana Palacios est secrétaire général du Parti Communiste Paraguayen (PCPy) entre 1989 et 2007, et candidat de l'Alliance Patriotique Socialiste (APS) aux élections sénatoriales de 2008. Pendant la dictature de Alfredo Stroessner, il a été prisonnier pendant 24 ans.